# Astrotricha obtusifolia
Astrotricha obtusifolia är en araliaväxtart som beskrevs av Michel Gandoger. Astrotricha obtusifolia ingår i släktet Astrotricha och familjen Araliaceae. Inga underarter finns listade.